# Ägyptischer Nationalismus

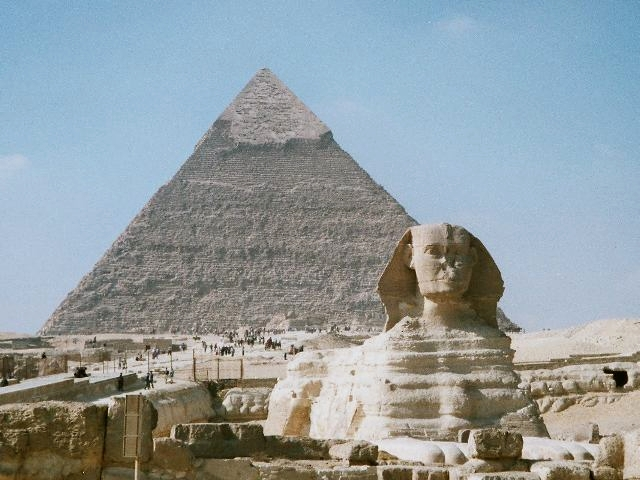
Die Große Sphinx und die Pyramiden von Giseh sind unter den anerkennenswertesten Symbolen der Zivilisation eines antiken Ägypten. Sie sind bis heute wichtige kulturelle Symbole auch des modernen Ägypten.

Der ägyptische Nationalismus (ägyptisch-arabisch قوميه مصريه Qawmeya Masreya) bezieht sich auf einen spezifischen Nationalismus der Ägypter und der ägyptischen Kultur. Die arabische Sprache, die in Ägypten heute mehrheitlich gesprochen wird, ist mit der ägyptischen Sprache, die im 18. Jahrhundert ausstarb, verwandt.
Ägyptischer Nationalismus ist typischerweise ein Patriotismus, der die Einheit aller Ägypter ungeachtet der Ethnizität oder Religion anstrebt. Er manifestierte sich seit dem 19. Jahrhundert im Pharaonismus, der Ägypten als eine unverwechselbare und unabhängige politische Einheit in der Welt seit der Ära der Pharaonen im Alten Ägypten betrachtet. Die Ideologie gewann in den 1920er und 1930er Jahren in Ägypten an Bedeutung. Diese Variante des ägyptischen Nationalismus vertritt die Ansicht, dass es eine ägyptische nationale Kontinuität von der Antike bis in die Neuzeit gibt, und betont die Rolle des alten Ägyptens, wobei sie antikoloniale Gefühle einbezog. Der bekannteste Vertreter des Pharaonismus war Taha Hussein. Seit 2020 wird in Ägypten die Ideologie staatlich gefördert und auch als Neo-Pharaonismus bezeichnet.

## Ägyptische Identität
Die ägyptische Identität entwickelte sich in der Eisenzeit vom Alten Ägypten. Das damalige Reich der Pharaonen prägte die über einen langen Zeitraum die ägyptische Kultur, Religion und Identität. Danach gerieten die Ägypter unter den Einfluss mehrerer ausländischer Herrscher, darunter Perser, Makedonen, Römer und arabische Kalifate. Unter den fremden Herrschern nahmen die Ägypter drei neue Religionen auf, das Christentum, das Judentum und den Islam, und entwickelten eine neue Sprache, das ägyptische Arabisch. Im 4. Jahrhundert war die Mehrheit der Ägypter zum Christentum übergetreten und 535 ordnete der römische Kaiser Justinian die Schließung des Isis-Tempels in Philae an, was das formale Ende der altägyptischen Religion bedeutete. Während des Mittelalters wurden die Denkmäler der alten ägyptischen Zivilisation manchmal als Überbleibsel einer Zeit der Dschāhilīya („Zeit des altarabischen Heidentums vor dem Islam“) zerstört. In Ägypten spielte jedoch der Glaube an die magischen Kräfte der Pyramiden und der antiken Ruinen eine wichtige Rolle für den Erhalt der Bauwerke. Einige warnten sogar vor schlimmen Folgen, wenn sie zerstört würden, was zu der Schlussfolgerung führte, dass diese unangetastet bleiben sollten. Diese Überzeugungen zeugten von Stolz und Ehrfurcht vor der alten Vergangenheit Ägyptens. Darüber hinaus schufen die Ägypter im Mittelalter eine Geschichte, die den in religiösen Texten erwähnten Pharao mit dem Iran in Verbindung brachte, um ihren Stolz trotz der Verurteilung im Koran zu wahren. Um die Ruinen zu schützen, wurden sie oft islamischen Persönlichkeiten zugeschrieben, wodurch sie zu quasi islamischen Stätten wurden, die vor Zerstörung geschützt waren. Da die Übersetzung der Hieroglyphen vom 6. Jahrhundert an bis zur Entschlüsselung durch Jean-François Champollion im Jahr 1822 verloren ging, blieb das alte Ägypten als beeindruckende Zivilisation in Erinnerung, die verschiedene Monumente errichtete, deren genaue Bedeutung längst verloren gegangen war, was die Identifikation der Bevölkerung mit dieser alten Zivilisation einschränkte. Es kam darüber hinaus regelmäßig zu Plünderungen. Der Ägyptologe Rifa'a al-Tahtawi überredete den osmanischen Herrscher der Provinz Ägypten Muhammad Ali Pascha 1836, sich für den Erhalt des ägyptischen Erbes einzusetzen, indem er die Plünderung der ägyptischen Stätten beendete und ein Museum gründete, in dem die ägyptischen Schätze ausgestellt werden sollten, anstatt sie nach Europa zu bringen. Später veröffentlichte Tahtawi 1868 ein Werk über die Geschichte des alten Ägyptens, die sich die Entdeckungen der Archäologen und die Entzifferung der Hieroglyphen zunutze machte, womit das Erbe des alten Ägyptens zum ersten Mal als Symbol des Nationalstolzes im modernen Ägypten verwendet wurde.

## Geschichte

### Ursprünge
Der ursprüngliche ägyptische Protonationalismus wurde durch ausländische Invasionen und Eroberungen geprägt. Die assyrische Eroberung führten dazu, dass die Figur des Nebukadnezar zum Archetyp des östlichen Eroberers wurde, eine Figur, die für Fremdherrschaft stand, ein Außenseiter und ein prototypischer Feind Ägyptens. Die ägyptische Haltung gegenüber der nachfolgenden persischen Eroberung durch Kambyses II. und der mazedonischen Eroberung durch Alexander den Großen ist etwas widersprüchlich. Herodot, der sich auf die einheimische ägyptische Tradition stützt, stellt Kambyses einerseits als brutalen Eroberer dar, der den heiligen Apis-Stierkult entweihte, eine Sichtweise, die auch von der späteren Kambyses-Romanze und der Chronik des Johannes von Nikiu gestützt wird, wo er auch mit Nebukadnezar identifiziert wird. Andererseits wird Kambyses als Halbägypter dargestellt, als Enkel von Apries.

### Geschichte ab dem 19. Jahrhundert
Muhammad Ali Pascha förderte die Annäherung an Europa, die gleichzeitigen Entdeckungen der Relikte einer antiken ägyptischen Zivilisation beflügelten die ägyptische Identität und den ägyptischen Nationalismus. In den 1870er und 1880er Jahren forderte die Urabi-Bewegung ein Ende des Despotismus der Mohamed-Ali-Familie und die Zügelung des zunehmenden europäischen Einflusses in Ägypten. Hierbei wurden nationalistische Slogans wie „Ägypten für Ägypter“ gerufen.

Flagge der ägyptisch-nationalistischen Revolutionäre der Revolution von 1919. Es zeigt sowohl den islamischen Halbmond, der Ägyptens Muslime repräsentiert, und das christliche Kreuz, das Ägyptens Christen repräsentiert.

Nach der britischen Besetzung Ägyptens 1882 forderte der ägyptische Nationalismus ein Ende der britischen Kolonialherrschaft und erreichte seinen Höhepunkt im Jahre 1919 mit der Revolution in Ägypten – eine Antwort auf Kriegsentbehrungen, die die Briten während des Ersten Weltkrieges aufzwangen. Nach drei Jahren des Protests und der politischen Unruhen verkündete Großbritannien 1922 einseitig die Unabhängigkeit Ägyptens als Monarchie, wobei die Briten noch einige Bereiche unter ihrer Oberaufsicht beließen. Während der Periode des Königreichs Ägypten blieben die ägyptischen Nationalisten auf die Beendigung der britischen Anwesenheit in Ägypten fokussiert. Obwohl in den 1930er Jahren der arabische Nationalismus an Einfluss gewann, blieb auch bei denjenigen, die mit anderen arabischen oder moslemischen Nachbarn zusammenarbeiten wollten, eine starke Verbundenheit mit Ägypten.
Nach dem Militärputsch in Ägypten 1952, der die jahrhundertealte Monarchie stürzte und eine Republik etablierte, ergriff Gamal Abdel Nasser die Macht mit einer Vision, der den arabischen und dem ägyptischen Nationalismus vermischte. Nasser sah Ägypten als Führer der arabischen Staaten und betrachtete Ägyptens Rolle als Förderung der arabischen Solidarität sowohl gegen den Westen, als auch gegen Israel. Von 1958 bis 1961 bestand eine Ägyptisch-Syrische Union unter dem Namen Vereinigte Arabische Republik. Nassers Nachfolger Anwar Sadat und Hosni Mubarak schmälerten die Betonung auf den arabischen Nationalismus wieder und hoben erneut den ägyptischen Nationalismus hervor, der nun auf Ägyptens Einzigartigkeit innerhalb der arabischen Welt basiert. Sadat und Mubarak lösten auch Nassers arabisch-nationalistischen Konflikt mit „dem Westen“ einerseits und Israel andererseits.
Die Revolution in Ägypten 2011, die Mubaraks Rücktritt von der Macht erzwang und zu Mehrparteienwahlen führte, warf die Frage über die Zukunft des ägyptischen Nationalismus wieder auf. Im Einzelnen vermieden die vorherigen säkularen Regierungen Nassers, Sadats und Mubaraks direkte religiöse Konflikte zwischen der muslimischen Mehrheit und der koptisch-christlichen Minderheit durch ihre Betonung der säkularen ägyptisch-nationalistischen Kultur. Währenddessen kamen Bedenken auf, ob diese ägyptisch-nationalistische Kultur mit den durch den „Arabischen Frühling“ verursachten politischen Veränderungen bleiben kann. Dies wurde vor allem nach einer Serie der Gewalt (Maspero-Massaker, Imbaba-Kirchenangriff) von Moslems gegen die Christen ein wichtiges Anliegen.

## Neo-Pharaonismus
Die ägyptische Regierung unter Präsident Abdel Fattah el-Sisi unterstützt ein Wiederaufleben des Pharaonismus. Der Neo-Pharaonismus wird abgesehen vom Staat, von einem Teil der Bevölkerung getragen. Die Außergewöhnlichkeit der ägyptische Identität wird dabei über die arabische oder afrikanische Identität gestellt.  Im Jahr 2020 wurde ein 90 Tonnen schwerer Obelisk, der den Pharao Ramses II. darstellt, auf dem Tahrir-Platz aufgestellt. Im Jahr 2021 wurden verschiedene extravagante Paraden rund um den Transport von Mumien und anderen Artefakten zum Großen Ägyptischen Museum organisiert. Die Spektakel wurden von mehreren Live- und aufgezeichneten Aufführungen begleitet, darunter Gesänge in der altägyptischen Sprache. Darüber hinaus wurde 2021 als auch 2022 die Sphinx Avenue in Luxor eröffnet. Es gibt staatlich geführte Initiativen zum Unterrichten der altägyptischen Sprache für Kinder und Jugendliche sowohl in Schulen als auch in Jugendzentren. Es gibt zudem ein umfassendes Interesse an pharaonischer Musik, das die Produktion von Liedern in altägyptischer Sprache und die Organisation von Konferenzen zur pharaonischen Musik umfasst und die Widmung einer beträchtlichen Sendezeit für Programme und Shows, die die Wiederbelebung des Pharaonismus fördern. Die Ideologie gilt als eine für Ägypten ziemlich einzigartige Bewegung, da es sich um einen staatlich geförderten „populistischen Diskurs der Identitätspolitik“ handelt, der sich vom Islamismus und Panarabismus wegbewegt und eine spezielle ägyptische Identität fördert. Kritiker sehen in der Förderung der Ideologie einen „rassischen Nationalismus“. Im Rahmen vom Projekt Egypt Vision 2030 entsteht unter anderem eine neue Hauptstadt, wobei gigantische Bauwerke realisiert werden, die als „Pharaonische Obsession“ bezeichnet werden.